# Carvoeiro (Carbonária)
Carvoeiro, também referido como Aspirante, era o segundo grau dos membros da organização secreta de carácter político-religioso Carbonária Portuguesa.
A origem do seu nome prende-se aos primordios da fundação da Carbonária enquanto associação secreta, que exerceu a sua principal actividade desde o fim do sec XVIII a meados do século XIX, os primeiros carbonários nas suas comunicações, usavam de expressões próprias dos ofícios porque eram denominados os seus membros em Itália (carbonari - carvoeiros) e, em França (fendeurs - lenhadores), assim ao segundo grau dar-se o nome de Carvoeiro seria natural já que era uma função conotada com os carvoeiros.
Sendo o segundo grau sabe-se que teria algum simbolismo, não se sabe qual apenas que havia um ritual de elevação e que a passagem para este grau se faria com uma cerimónia complexa de elevação, a função dos que pertenciam a este grau era mais de espírito organizacional do que operacional ou de estudo do simbolismo, diverso do Companheiro maçónico (grau que equivale a este nessa organização), a sua iniciação efectuavam-se normalmente nas Choças.
Os membros deste grau eram os membros que liderariam os Canteiros e eram os oficiais que integravam e compunham as Choças pois para se atribuir este grau teria que se ter sido iniciado no mesmo.
Normalmente não se conheciam uns aos outros pois apresentavam-se sempre todos de capuz tendencialmente negro ou com a cara mascarrada de carvão nas Choças onde efectuavam os trabalhos.
O primeiro grau era Rachador e o seguinte seria o de Mestre na estrutura da Carbonária Portuguesa .